# Ciutats antigues de Djenné

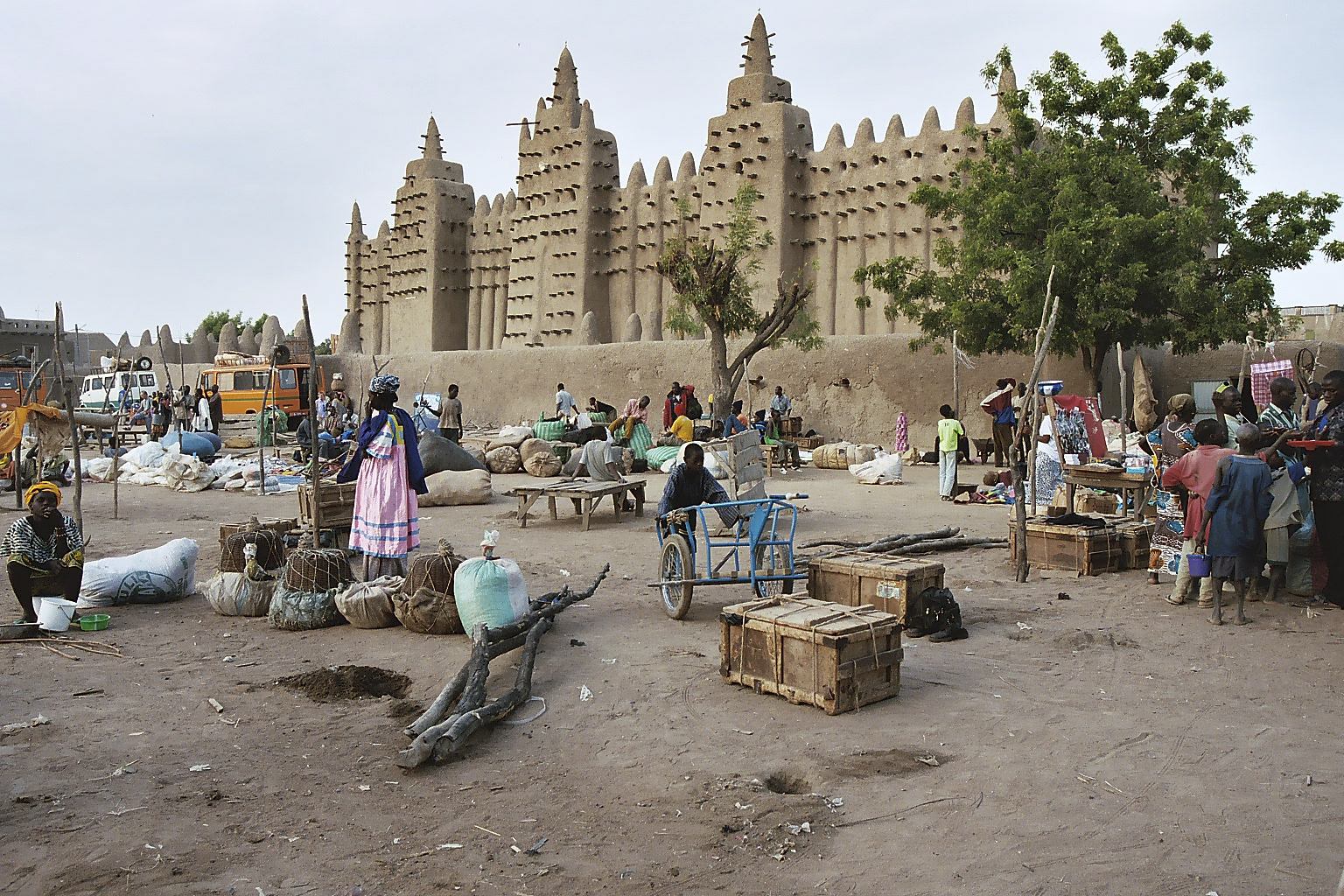
La Gran Mesquita de Djenné forma part de la protecció de les Ciutats antigues de Djenné (Villes anciennes de Djenné)

Les Ciutats antigues de Djenné (àrab: مدن جنة القديمة, mudun Janna al-qadīma; francès: Villes anciennes de Djenné) és un conjunt arquitectònic, arqueològic i urbà situat a la ciutat de Djenné, a Mali. A més del centre de la ciutat de Djenné, comprèn quatre jaciments arqueològics: Djenné-Djeno, Hambarkétolo, Kaniana i Tonomba. El 1988, va ser inscrit per la UNESCO a la llista del Patrimoni Mundial.

## Història
Habitada des del 250 aC, la població de Djenné es va convertir en un centre de mercat i un enllaç important en el comerç d'or transaharià. Al segle xv i al segle xvi va ser un dels centres de propagació de l'islam a la regió. Les seves cases tradicionals, de les quals n'han sobreviscut gairebé 2.000, són construïdes sobre turons artificials (toguere) com a protecció contra les inundacions estacionals provocades pels rius que l'envolten.

## Patrimoni de la Humanitat
La República de Mali va presentar inicialment una candidatura a la UNESCO per a l'estatus de Patrimoni Mundial de Djenné el 1979, però el comitè assessor (ICOMOS) va observar que la «urbanització caòtica ha modificat l'entorn dels complexos més significatius» i va recomanar que qualsevol decisió s'ajornés fins que el govern malià hagués proporcionat informació suficient sobre el desenvolupament urbà de la ciutat i la protecció dels llocs històrics.
Després d'una revisió addicional, el comitè de l'ICOMOS va recomanar que la candidatura s'ampliés per incloure la ciutat de Djenné juntament amb els jaciments arqueològics circumdants de Djenné-Djéno, Hambarketolo, Tonomba i Kaniana. El comitè va argumentar que «la definició d'una gran zona de protecció només pot ajudar les autoritats malianes a controlar el desenvolupament urbà i conservar les reserves arqueològiques i el paratge natural del delta interior». La República de Mali va presentar una candidatura ampliada que va ser aprovada pel Comitè del Patrimoni Mundial de la UNESCO el 1988 com a «Ciutats antigues de Djenné». Per als jaciments arqueològics, el Comitè va citar el criteri iii («aportar un testimoni únic o, si més no, excepcional d'una tradició cultural o d'una civilització viva o desapareguda»), mentre que per a la ciutat va citar el criteri iv («ser un exemple excepcional d'un tipus d'edifici, conjunt arquitectònic o tecnològic o paisatge que il·lustri una o més etapes significatives de la història de la humanitat»).
A partir del 2005, els informes del Comitè del Patrimoni Mundial van incloure crítiques al que el comitè considerava la manca de progrés en l'abordatge dels problemes derivats de l'estat de conservació de la ciutat. Al seu informe del 2005, tot i lloar els esforços per restaurar els edificis de fang i millorar el sanejament, el Comitè va comentar la manca d'un pla de desenvolupament i va sol·licitar que el Centre del Patrimoni Mundial, l'ICOMOS i l'ICCROM emprenguessin, en col·laboració amb el govern de Mali, un estudi de solucions alternatives per alleujar la pressió del desenvolupament urbà.
L'informe del 2006 elaborat pel Comitè va ser més crític. Va comentar que «els habitants i els càrrecs electes tenen la impressió de viure en una zona protegida on, al seu entendre, “no hi ha res permès”» i va proporcionar una llista de problemes que considerava conseqüències de la intensa pressió urbanística. Aquests incloïen la manca de respecte per les normes de construcció, la inadequació de les cases pel que fa a les zones de vida confortables i la composició familiar, el desig de la població de transformar l'organització espacial de les cases utilitzant materials moderns, la manca de recursos tècnics i financers i de competència dins del Djenné per resoldre els problemes de desenvolupament urbà i sanejament de la ciutat. El Comitè va fer una sèrie de recomanacions, entre les quals la preparació d'un pla de gestió i l'elaboració d'un mapa que identifiqui els límits dels jaciments arqueològics.